# Ronda 2 de GP2 Series de 2009
A ronda no Circuit de Monaco foi a segunda do campeonato GP2 Series em 2009.

## Classificações

### Corrida 1

#### Qualificação
| Pos | Piloto              | Equipe                        | Volta    | Diferença |
| --- | ------------------- | ----------------------------- | -------- | --------- |
| 1   | Romain Grosjean     | Barwa Addax Team              | 1:19.498 | —         |
| 2   | Vitaly Petrov       | Barwa Addax Team              | 1:19.948 | +0.450    |
| 3   | Nico Hülkenberg     | ART Grand Prix                | 1:20.053 | +0.555    |
| 4   | Andreas Zuber       | FMS International             | 1:20.065 | +0.567    |
| 5   | Lucas di Grassi     | Fat Burner Racing Engineering | 1:20.308 | +0.810    |
| 6   | Álvaro Parente      | Ocean Racing Technology       | 1:20.423 | +0.925    |
| 7   | Jérôme d'Ambrosio   | DAMS                          | 1:20.494 | +0.996    |
| 8   | Luca Filippi        | Super Nova Racing             | 1:20.573 | +1.075    |
| 9   | Alberto Valerio     | Piquet GP                     | 1:20.597 | +1.099    |
| 10  | Karun Chandhok      | Ocean Racing Technology       | 1:20.608 | +1.110    |
| 11  | Javier Villa        | Super Nova Racing             | 1:20.634 | +1.136    |
| 12  | México Sergio Pérez | Telmex Team Arden             | 1:20.735 | +1.237    |
| 13  | Dani Clos           | Fat Burner Racing Engineering | 1:20.750 | +1.252    |
| 14  | Pastor Maldonado    | ART Grand Prix                | 1:20.806 | +1.308    |
| 15  | Giedo van der Garde | iSport International          | 1:20.933 | +1.287    |
| 16  | Davide Valsecchi    | Durango                       | 1:21.072 | +1.574    |
| 17  | Kamui Kobayashi     | DAMS                          | 1:21.136 | +1.638    |
| 18  | Edoardo Mortara     | Telmex Team Arden             | 1:21.204 | +1.706    |
| 19  | Davide Rigon        | Trident Racing                | 1:21.268 | +1.770    |
| 20  | Roldán Rodríguez    | Piquet GP                     | 1:21.390 | +1.892    |
| 21  | Diego Nunes         | iSport International          | 1:22.052 | +2.554    |
| 22  | Luiz Razia          | FMS International             | 1:22.447 | +2.949    |
| 23  | Giacomo Ricci       | David Price Racing            | 1:22.746 | +3.248    |
| 24  | Michael Herck       | David Price Racing            | 1:23.056 | +3.558    |
| 25  | Nelson Panciatici   | Durango                       | 1:23.479 | +3.981    |
| DNQ | Ricardo Teixeira    | Trident Racing                | 1:25.710 | +6.212    |

#### Resultado
| Pos      | Piloto              | Equipa                        | Voltas | Tempo/Aband. | Grelha | Pontos |
| -------- | ------------------- | ----------------------------- | ------ | ------------ | ------ | ------ |
| 1        | Romain Grosjean     | Barwa Addax Team              | 45     | 1:03:06.299  | 1      | 13*    |
| 2        | Vitaly Petrov       | Barwa Addax Team              | 45     | +6.600       | 2      | 8      |
| 3        | Andreas Zuber       | FMS International             | 45     | +31.040      | 4      | 6      |
| 4        | Lucas di Grassi‡    | Fat Burner Racing Engineering | 45     | +57.984      | 5      | 5      |
| 5        | Nico Hülkenberg‡    | ART Grand Prix                | 45     | +59.443      | 3      | 4      |
| 6        | Jérôme d'Ambrosio   | DAMS                          | 45     | +59.777      | 7      | 3      |
| 7        | Karun Chandhok      | Ocean Racing Technology       | 45     | +1:01.789    | 10     | 2      |
| 8        | Pastor Maldonado    | ART Grand Prix                | 45     | +1:20.236    | 14     | 1      |
| 9        | Davide Rigon        | Trident Racing                | 45     | +1:21.248    | 19     |        |
| 10       | Javier Villa‡       | Super Nova Racing             | 45     | +1:35.089    | 11     |        |
| 11       | Roldán Rodríguez‡   | Piquet GP                     | 45     | +1:36.546    | 20     |        |
| 12       | Sergio Pérez        | Telmex Team Arden             | 44     | +1 volta     | 12     |        |
| 13       | Luiz Razia          | FMS International             | 44     | +1 volta     | 22     |        |
| 14       | Giacomo Ricci       | David Price Racing            | 44     | +1 volta     | 23     |        |
| 15       | Davide Valsecchi    | Durango                       | 43     | +2 voltas    | 16     |        |
| 16       | Michael Herck       | David Price Racing            | 43     | +2 voltas    | 24     |        |
| 17 (Ret) | Giedo van der Garde | iSport International          | 38     | DNF          | 15     |        |
| 18 (Ret) | Álvaro Parente      | Ocean Racing Technology       | 36     | DNF          | 6      |        |
| 19 (Ret) | Edoardo Mortara     | Telmex Team Arden             | 35     | DNF          | 18     |        |
| 20 (Ret) | Luca Filippi        | Super Nova Racing             | 34     | DNF          | 8      |        |
| 21 (Ret) | Kamui Kobayashi     | DAMS                          | 18     | DNF          | 17     |        |
| 22 (Ret) | Dani Clos           | Fat Burner Racing Engineering | 16     | DNF          | 13     |        |
| 23 (Ret) | Diego Nunes         | iSport International          | 13     | DNF          | 21     |        |
| 24 (Ret) | Alberto Valerio     | Piquet GP                     | 5      | DNF          | 9      |        |
| 25 (Ret) | Nelson Panciatici   | Durango                       | 4      | DNF          | 25     |        |
| DNQ      | Ricardo Teixeira    | Trident Racing                |        |              |        |        |

* Foram adicionados três pontos, dois pela pole position e um pela volta mais rápida.
‡ = Lucas di Grassi, Nico Hülkenberg, Javier Villa e Roldán Rodríguez tiveram, como punição, um acréscimo de 25 segundos em seus tempos de corrida. A punição foi dada devido os pilotos terem cortado a chicane da curva Sainte Devote.

### Corrida 2
Nota: A grelha de partida para a 2ª Corrida é estabelecida de acordo com a classificação da 1ª Corrida, com os 8 primeiros em posições invertidas.
| Pos      | Piloto              | Equipa                        | Voltas | Tempo/Aband. | Grelha | Pontos |
| -------- | ------------------- | ----------------------------- | ------ | ------------ | ------ | ------ |
| 1        | Pastor Maldonado    | ART Grand Prix                | 37     | 39:02.772    | 1      | 6      |
| 2        | Jérôme d'Ambrosio   | DAMS                          | 37     | +1.505       | 3      | 5      |
| 3        | Nico Hülkenberg     | ART Grand Prix                | 37     | +3.545       | 4      | 4      |
| 4        | Lucas di Grassi     | Fat Burner Racing Engineering | 37     | +4.480       | 5      | 3      |
| 5        | Andreas Zuber       | FMS International             | 37     | +6.494       | 6      | 2      |
| 6        | Vitaly Petrov       | Barwa Addax Team              | 37     | +9.349       | 7      | 2**    |
| 7        | Davide Rigon        | Trident Racing                | 37     | +10.448      | 9      |        |
| 8        | Javier Villa        | Super Nova Racing             | 37     | +53.234      | 10     |        |
| 9        | Sergio Pérez        | Telmex Team Arden             | 37     | +56.237      | 12     |        |
| 10       | Luiz Razia          | FMS International             | 37     | +57.770      | 13     |        |
| 11       | Giedo van der Garde | iSport International          | 37     | +58.582      | 17     |        |
| 12       | Kamui Kobayashi     | DAMS                          | 37     | +59.696      | 21     |        |
| 13       | Edoardo Mortara     | Telmex Team Arden             | 37     | +1:03.710    | 19     |        |
| 14       | Diego Nunes         | iSport International          | 37     | +1:04.840    | 23     |        |
| 15       | Nelson Panciatici   | Durango                       | 37     | +1:07.681    | 25     |        |
| 16       | Michael Herck       | David Price Racing            | 36     | +1 volta     | 16     |        |
| 17 (Ret) | Romain Grosjean     | Barwa Addax Team              | 35     | Acidente     | 8      |        |
| 18 (Ret) | Davide Valsecchi    | Durango                       | 35     | +2 voltas    | 15     |        |
| 19 (Ret) | Dani Clos           | Fat Burner Racing Engineering | 33     | DNF          | 22     |        |
| 20 (Ret) | Alberto Valerio     | Piquet GP                     | 33     | DNF          | 24     |        |
| 21 (Ret) | Luca Filippi        | Super Nova Racing             | 33     | DNF          | 20     |        |
| 22 (Ret) | Karun Chandhok      | Ocean Racing Technology       | 31     | DNF          | 2      |        |
| 23 (Ret) | Giacomo Ricci       | David Price Racing            | 28     | DNF          | 14     |        |
| 24 (Ret) | Álvaro Parente      | Ocean Racing Technology       | 25     | DNF          | 18     |        |
| 25 (Ret) | Roldán Rodríguez    | Piquet GP                     | 12     | DNF          | 11     |        |
| DNQ      | Ricardo Teixeira    | Trident Racing                |        |              |        |        |

** Um ponto adicionado por ter feito a volta mais rápida da corrida.

## Tabela do campeonato após a ronda
Observe que somente as cinco primeiras posições estão incluídas na tabela.
| Pos | Var     | Piloto            | Pontos |
| --- | ------- | ----------------- | ------ |
| 1   | Estável | Romain Grosjean   | 31     |
| 2   | 2       | Vitaly Petrov     | 18     |
| 3   | Estável | Jérôme d'Ambrosio | 18     |
| 4   | 3       | Pastor Maldonado  | 12     |
| 5   | 3       | Edoardo Mortara   | 10     |

| Pos | Var     | Construtor                 | Pontos |
| --- | ------- | -------------------------- | ------ |
| 1   | Estável | Barwa Addax Team           | 49     |
| 2   | Estável | DAMS                       | 21     |
| 3   | 3       | ART Grand Prix             | 20     |
| 4   | 1       | Telmex Arden International | 10     |
| 5   | 5       | Fisichella Motor Sport     | 8      |

## Ver Também
- Circuit de Monaco